# Glycia
Glycia es un género de coleópteros adéfagos de la familia Carabidae. Sus especies se distribuyen por el paleártico: sur de Europa, norte de África y mitad occidental de Asia.

## Especies
Se reconocen las siguientes:
- Glycia afgana Jedlicka, 1956
- Glycia bimaculata Bedel, 1907
- Glycia rufolimbata Maindron, 1905
- Glycia spencei (Gistel, 1838)
- Glycia unicolor Chaudoir, 1848